# Нікола Мілєнич
Нікола Мілєнич (19 травня 1998) — хорватський плавець.
Учасник Олімпійських Ігор 2020 року, де в попередніх запливах на дистанції 100 метрів вільним стилем посів 28-ме місце і не потрапив до півфіналів.